# Donje Očevlje
Donje Očevlje (en serbe cyrillique : Доње Очевље) est un village de Bosnie-Herzégovine. Il est situé dans la municipalité de Vareš, dans le canton de Zenica-Doboj et dans la fédération de Bosnie-et-Herzégovine. Selon les premiers résultats du recensement bosnien de 2013, il abrite une population inférieure ou égale à 10 habitants.
Avant 1971, le village était rattaché à la localité d'Oćevija ; depuis 1971, il est recensé comme une entité administrative à part entière.

## Géographie
Le village est situé au bord de la rivière Očevlja.

## Démographie

### Évolution historique de la population dans la localité
| 1948 | 1953 | 1961 | 1971 | 1981 | 1991 | 2013 |
| ---- | ---- | ---- | ---- | ---- | ---- | ---- |
| -    | -    | -    | 90   | 47   | 39   | ≤ 10 |

|  |

### Communauté locale
En 1991, Očevlje Donje faisait partie de la communauté locale d'Očevlje (Očevlja) qui comptait 479 habitants, répartis de la manière suivante :